# Martes gwatkinsii
La marta de Nilgiri (Martes gwatkinsii) es una especie de mamífero carnívoro de la familia Mustelidae. Habita al sudeste de India y se encuentra en las colinas de Nilgiri y parte de los Ghats occidentales.

## Descripción

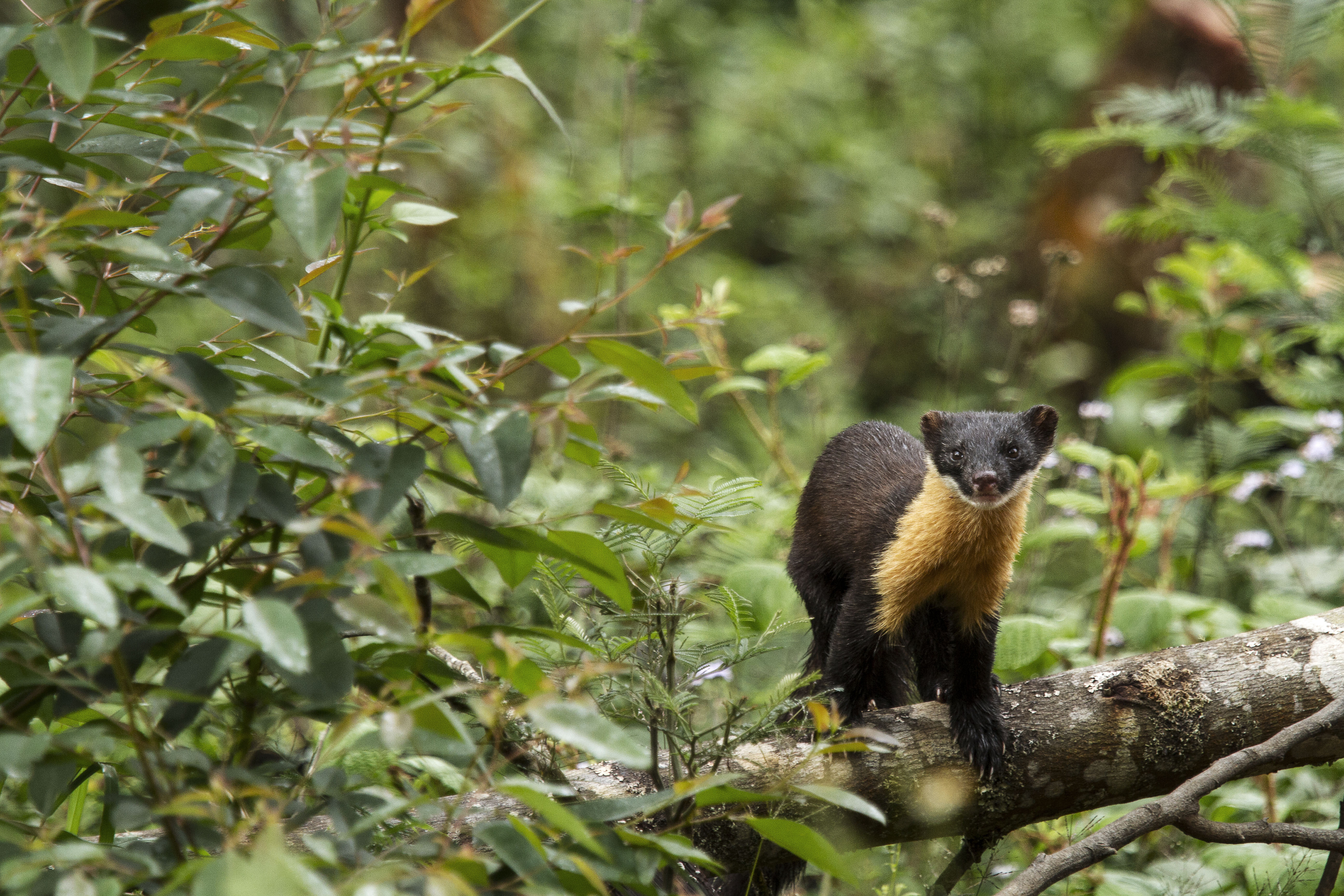
Una marta de Nilgiri en los ghats occidentales

La marta de Nilgiri es similar a la marta de garganta amarilla (Martes flavigula), pero es más larga y diferente en la estructura de su cráneo, pues esta tiene una concavidad frontal prominente. Tiene un aspecto inconfundible, el cuello tiene una coloración que varía de amarillo a naranja que destaca sobre el cuerpo marrón. Tiene un cuerpo de aproximadamente de 55 a 65 cm de longitud y una cola de 40 a 45 cm. Pesa cerca de 2,1 kg.
Los nombres locales incluyen el nombre genérico en tamil, Maranai y en Malayalam, Karumvernku y Koduvalli.

## Distribución
La especie se ha reportado en las montañas de Nilgiri, sectores del sur de Kodagu y norte de Kerala.

## Ecología y comportamiento
Se conoce muy poco acerca de la marta de Nilgiri. Es un animal diurno y a pesar de ser arbóreo desciende al suelo ocasionalmente. Se ha reportado alimentándose de aves, tales como faisanes y hay testigos que vieron a una marta a la caza de un cuervo (Esto ocurrió en una zona montañosa del estado indio de Kerala), mamíferos pequeños (ardillas y ratas), lagartos e insectos como las cicadas. Hasta la fecha, la única información disponible de este depredador.
A partir del 2019/2020 se observó depredaciones a ardilla malabar y ataques a nido de cálao gris indio, Ashwin informó la depredación de una marta a un nido de ardillas de las palmeras.